# Clusia plurivalvis
Clusia plurivalvis är en tvåhjärtbladig växtart som beskrevs av Elbert Luther Little. Clusia plurivalvis ingår i släktet Clusia och familjen Clusiaceae. Inga underarter finns listade i Catalogue of Life.